# Penina Muhando
Penina Muhando, còn được biết đến là Penina Mlama (sinh năm 1948), là nhà viết kịch Kiswahili người Tanzania, và một nhà lý luận và người theo nghệ thuật cho sự phát triển ở Tanzania.

## Cuộc đời và sự nghiệp văn chương
Muhando sinh ra ở Berega, Morogoro Region ở Tanzania năm 1948. Cô có bằng cử nhân về nghệ thuật sân khấu, bằng cử nhân về giáo dục và bằng tiến sĩ ngôn ngữ và ngôn ngữ học của Đại học Dar es Salaam. Cô vươn lên trở thành giáo sư và trưởng khoa nghệ thuật sân khấu tại trường đại học.
Muhando là một trong số các nhà viết kịch Tanzania vào cuối những năm 1960 và đầu những năm 1970, nổi lên sau sự kiện Tuyên bố Arusha của Tổng thống Julius Nyerere vào năm 1967. Chủ nghĩa xã hội Ujamaa trở thành triết lý chủ đạo của đất nước. Trong môi trường này, các nhà hát không được khuyến khích biểu diễn các vở kịch của các nghệ sĩ nước ngoài. Các nhà viết kịch địa phương đã được Nyerere kêu gọi sử dụng nghệ thuật của họ như một phương tiện để phổ biến các khái niệm chính của ujamaa cho người dân Tanzania và cho nghệ thuật để phục vụ như một phương tiện phát triển. Muhando phải đối mặt với một vấn đề nan giải giữa việc viết bằng tiếng Anh và tiếng Kiswaya. Các tác phẩm bằng tiếng Anh sẽ tiếp cận với một nhóm khách hàng toàn cầu nhưng vẫn không thể tiếp cận được với hầu hết người Tanzania không nói được ngôn ngữ này. Swilian sẽ mở ra khán giả quốc gia này với chi phí toàn cầu. Cô quyết định tập trung vào viết bằng tiếng Kiswov vì cô cảm thấy rằng nhà hát chủ yếu là một công cụ giao tiếp đại chúng và việc người dân Tanzania có thể tiếp cận được là quan trọng hơn.
Các tác phẩm đầu đời của Muhando như Haitia (Guilt, 1972), rất nhiệt tình về triển vọng của chủ nghĩa xã hội ujamaa. Tuy nhiên, vào cuối những năm 1970 và 1980, người ta bắt đầu thấy rõ rằng những kỳ vọng mà ujamaa đã tạo ra liên quan đến việc tăng cường dân chủ và phát triển đã không được đáp ứng. Muhando cùng với các nhà văn khác trở nên quan trọng hơn trong giai đoạn này. Trong các vở kịch như Nguzo Mama (1982), Lina Ubani (1984) và Mitumba Ndui (1989)m cô ấy đã bộc lộ sự bất mãn của mình bằng cách tập trung vào tham nhũng chính trị, chạy đua giành quyền lực chính trị và theo đuổi lợi nhuận cá nhân trong phát triển cộng đồng
Muhando cùng với các nhà viết kịch của nhiều quốc gia châu Phi, là một trong những người tiên phong của Nghệ thuật vì sự phát triển - một phong trào tìm cách để những người ngoài lề sử dụng các vở kịch để tham gia vào các vấn đề quan trọng đối với cuộc sống của họ trong cộng đồng và với các chuyên gia.
Năm 2013, Muhando đã được Chủ tịch Jakaya Kikwete bầu làm chủ tịch của BASATA trong nhiệm kỳ ba năm.

## Tác phẩm
Vở kịch
- Haitia (Guilt), 1972
- Tambueni haki zetu, 1973
- Heshima yangu, 1974
- Pambo (Decoration), 1975
- Fasihi na sanaa za maonyesho, 1976
- (with Amandina Lihamba and Ndyanao Balisidya) Harakati za ukombozi (Liberation Struggle), 1982
- Nguzo mama (Mother Pillar), 1982
- Abjadi yetu, 1983
- Lina ubani (Antidote to Rot), 1984
- Talaki si mke wangu (Woman, I Divorce You)

Khác
- "Creating in the Mother-Tongue: The Challenges to the African Writer Today." Research in African Literatures 21.4 (1990): 5-14
- Women's participation in Communication for Development: the popular theatre alternative in Africa, 1991